# Rümikon
Rümikon is een plaats en voormalige gemeente in het Zwitserse kanton Aargau en maakt deel uit van het district Zurzach.
Rümikon telt 268 inwoners.
Op 1 januari 2022 fuseerde Rümikon met de gemeenten Bad Zurzach, Baldingen, Böbikon, Kaiserstuhl, Rekingen, Rietheim en Wislikofen tot een nieuwe gemeente die de naam Zurzach kreeg.

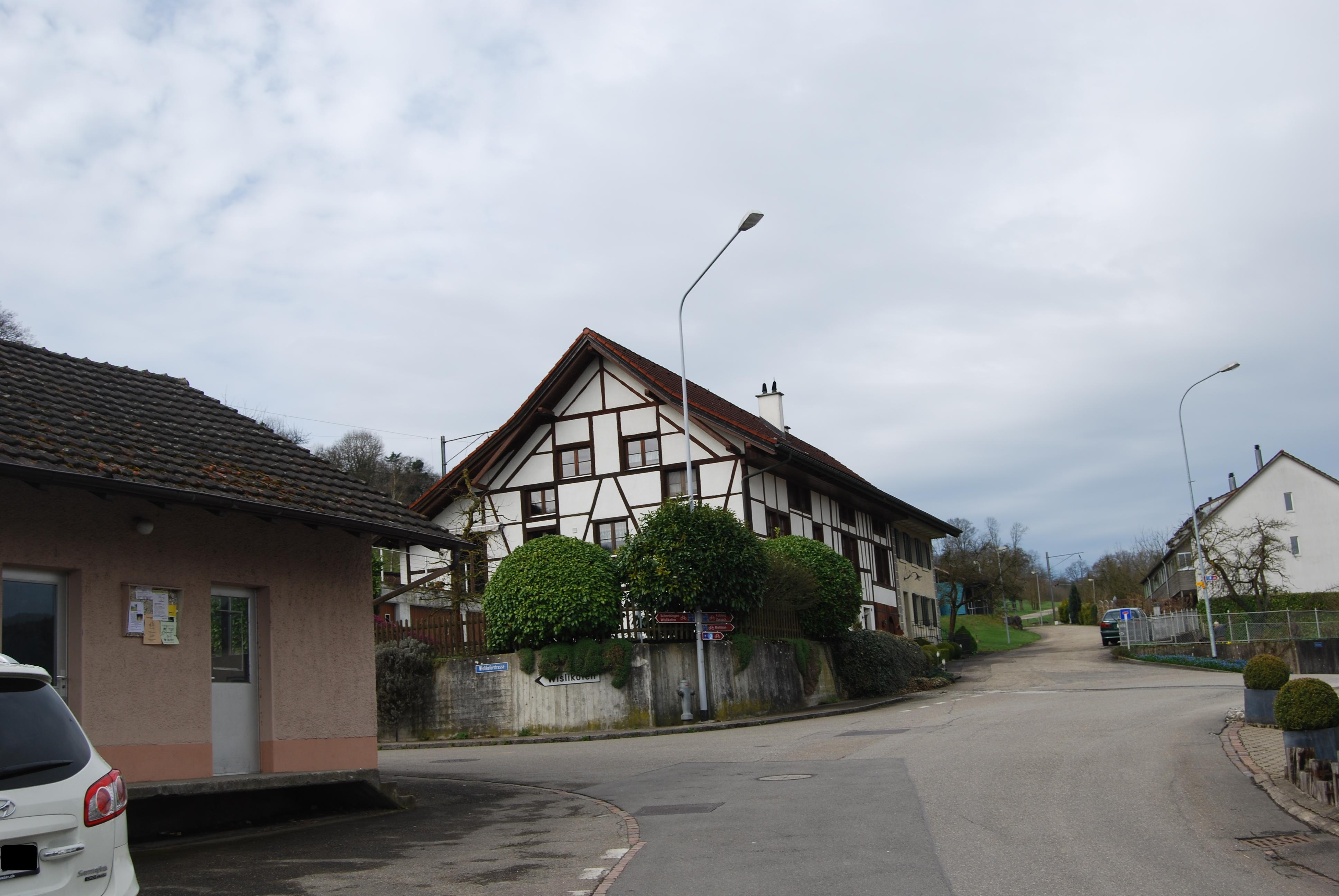
Rümikon